# HAT-P-1b
HAT-P-1b là một Hành tinh ngoài hệ Mặt Trời quay quanh ngôi sao giống như Mặt Trời là HAT-P-1, còn được gọi là ADS 16402 B. HAT-P-1 là thành phần mờ hơn của hệ thống sao đôi ADS 16402. Nó nằm cách Trái Đất khoảng 521 năm ánh sáng trong chòm sao Hiết Hổ. HAT-P-1b là một trong những ngoại hành tinh nhẹ nhất đã biết.

## Khám phá
HAT-P-1b được phát hiện bằng cách tìm kiếm quá cảnh thiên thể của ngôi sao chủ do các hành tinh quay xung quanh nó tạo ra. Khi hành tinh đi ngang qua phía trước ngôi sao chủ của nó (nhìn từ Trái Đất), nó chặn một lượng nhỏ ánh sáng chiếu tới chúng ta từ ngôi sao. HAT-P-1b lần đầu tiên được phát hiện nhờ độ giảm 0,6% lượng ánh sáng từ ngôi sao. Điều này cho phép xác định bán kính và chu kỳ quỹ đạo của hành tinh. Phát hiện này được Dự án HATNet (Mạng lưới kính viễn vọng tự động Hungary) thực hiện bằng cách sử dụng các kính viễn vọng tại Đài thiên văn Fred Lawrence Whipple trên núi Hopkins ở Arizona và tại cơ sở Mảng dưới milimet ở Hawaii. Nó đã được xác nhận và các thông số quỹ đạo được xác định bằng các phép đo vận tốc xuyên tâm được thực hiện trên kính viễn vọng Subaru 8,2 m và kính viễn vọng Keck 10 m. Phát hiện được thông báo vào ngày 14 tháng 9 năm 2006.

## Quỹ đạo và khối lượng
HAT-P-1b nằm trong quỹ đạo rất gần với ngôi sao của nó, chỉ mất 4,47 ngày để hoàn thành một vòng quay. Do đó, nó thuộc thể loại Sao Mộc nóng. Chỉ cách ngôi sao chủ 8,27 triệu km, các lực thủy triều sẽ làm tròn quỹ đạo trừ khi có một thiên thể gây nhiễu khác tồn tại trong hệ thống. Hiện tại, các đo đạc không đủ để xác định độ lệch tâm quỹ đạo, do đó quỹ đạo tròn hoàn hảo đã được những người khám phá giả định. Tuy nhiên, độ lệch tâm của hành tinh được tính toán là không lớn hơn 0,067.
Để xác định khối lượng của hành tinh, các đo đạc biến thiên vận tốc xuyên tâm của ngôi sao đã được Hiệp hội N2K thực hiện. Điều này được thực hiện bằng cách quan sát dịch chuyển Doppler trong quang phổ của ngôi sao. Kết hợp với độ nghiêng đã biết của quỹ đạo được xác định nhờ các quan sát quá cảnh, điều này cho thấy khối lượng của hành tinh là 0,53 ± 0,04 lần Sao Mộc.

## Tự quay
Tại thời điểm tháng 8 năm 2008, tính toán gần nhất về hiệu ứng Rossiter-McLaughlin của HAT-P-1b và góc nghiêng trục tự quay là +3,7 ± 2,1 độ.

## Đặc điểm
Được chứng thực bằng khối lượng và bán kính hành tinh cao, HAT-P-1b là một hành tinh khí khổng lồ, rất có thể bao gồm chủ yếu là hydro và heli. Vì thế, hành tinh này sẽ không có bề mặt được xác định rõ. Các lý thuyết hiện tại dự đoán rằng các hành tinh như vậy hình thành ở các khu vực mé ngoài của hệ sao của chúng và di chuyển vào quỹ đạo hiện tại của chúng.
HAT-P-1b lớn hơn đáng kể so với dự đoán của các mô hình lý thuyết. Điều này có thể cho thấy sự hiện diện của một nguồn nhiệt bổ sung trong lòng hành tinh. Một ứng cử viên có thể là nhiệt thủy triều từ một quỹ đạo lệch tâm, một khả năng không thể loại bỏ từ các đo đạc có sẵn. Tuy nhiên, một hành tinh khác có bán kính tăng đáng kể là HD 209458 b cũng nằm trong quỹ đạo tròn.
Một khả năng khác là hành tinh này có độ nghiêng trục tự quay cao, giống như Sao Thiên Vương trong Hệ Mặt Trời. Vấn đề với lời giải thích này là ở chỗ việc đưa một hành tinh vào cấu hình này được cho là rất khó khăn, do đó việc có hai hành tinh như thế trong số các hành tinh quá cảnh đã biết là có vấn đề. 

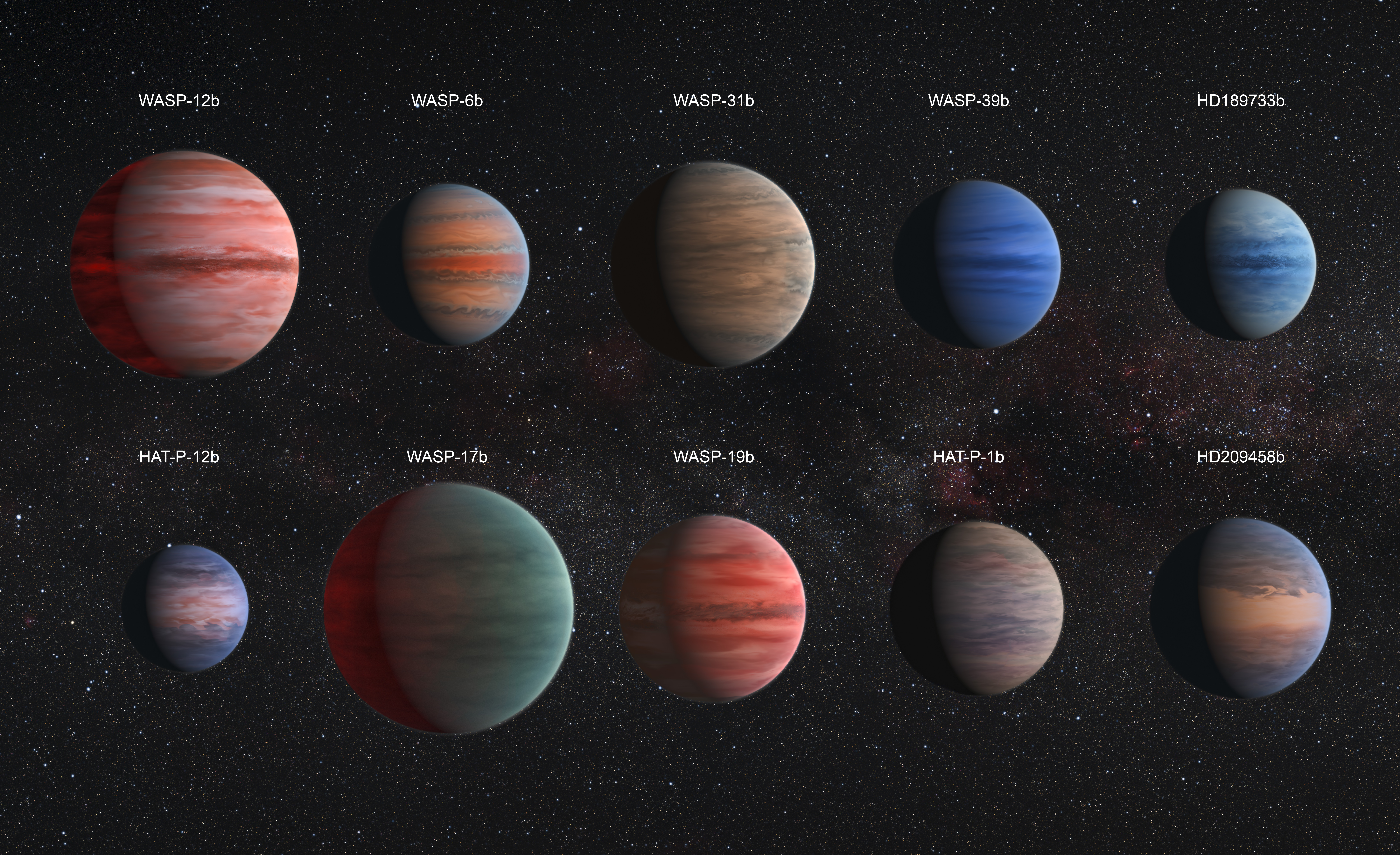
So sánh các ngoại hành tinh Sao Mộc nóng.
Từ trái qua phải: WASP-12b, WASP-6b, WASP-31b, WASP-39b, HD 189733b, HAT-P-12b, WASP-17b, WASP-19b, HAT-P-1b và HD 209458b.